# Монфорт-Гайтс (Огайо)
Монфорт-Гайтс (англ. Monfort Heights) — переписна місцевість (CDP) в США, в окрузі Гамільтон штату Огайо. Населення — 12 070 осіб (2020).

## Географія
Монфорт-Гайтс розташований за координатами 39°10′56″ пн. ш. 84°36′24″ зх. д. / 39.18222° пн. ш. 84.60667° зх. д. (39.182142, -84.606618).  За даними Бюро перепису населення США в 2010 році переписна місцевість мала площу 15,32 км², з яких 15,31 км² — суходіл та 0,00 км² — водойми.

## Демографія
Згідно з переписом 2010 року, у переписній місцевості мешкало 11 948 осіб у 4813 домогосподарствах у складі 3364 родин. Густота населення становила 780 осіб/км².  Було 5130 помешкань (335/км²).
Расовий склад населення:
| - 90,1 % — білих - 6,6 % — чорних або афроамериканців - 1,3 % — азіатів - 0,1 % — корінних американців |

До двох чи більше рас належало 1,5 %. Частка іспаномовних становила 0,9 % від усіх жителів.
За віковим діапазоном населення розподілялося таким чином: 23,5 % — особи молодші 18 років, 59,6 % — особи у віці 18—64 років, 16,9 % — особи у віці 65 років та старші. Медіана віку мешканця становила 41,6 року. На 100 осіб жіночої статі у переписній місцевості припадало 92,7 чоловіків;  на 100 жінок у віці від 18 років та старших — 90,5 чоловіків також старших 18 років.
Середній дохід на одне домашнє господарство  становив 91 656 доларів США (медіана — 72 568), а середній дохід на одну сім'ю — 106 282 долари (медіана — 81 546). Медіана доходів становила 54 544 долари для чоловіків та 41 905 доларів для жінок. За межею бідності перебувало 5,7 % осіб, у тому числі 7,7 % дітей у віці до 18 років та 4,0 % осіб у віці 65 років та старших.
Цивільне працевлаштоване населення становило 6454 особи. Основні галузі зайнятості: освіта, охорона здоров'я та соціальна допомога — 28,3 %, роздрібна торгівля — 11,9 %, виробництво — 11,0 %.